# Horacio Cervantes
Horacio Javier Cervantes Chávez (ur. 17 października 1981 w mieście Meksyk) – meksykański piłkarz występujący na pozycji środkowego obrońcy.
Jego ojciec Ernesto Cervantes i brat Diego Cervantes również byli piłkarzami.

## Kariera klubowa
Cervantes pochodzi ze stołecznego miasta Meksyk i jest wychowankiem akademii juniorskiej tamtejszego klubu Pumas UNAM, w którym przed laty występował jego ojciec Ernesto Cervantes. Do seniorskiej drużyny został włączony jako dziewiętnastolatek przez szkoleniowca Miguela Mejíę Baróna i w meksykańskiej Primera División zadebiutował 21 stycznia 2001 w przegranym 1:2 spotkaniu z Morelią. Nie potrafił sobie jednak wywalczyć miejsca w wyjściowym składzie, wobec czego po upływie roku udał się na wypożyczenie do zespołu Monarcas Morelia, którego barwy reprezentował z kolei przez sześć miesięcy, również jako głęboki rezerwowy. W styczniu 2004 przeszedł do innej stołecznej ekipy – Atlante FC, gdzie niebawem wywalczył sobie pewne miejsce na środku obrony, premierowego gola w najwyższej klasie rozgrywkowej zdobywając 20 lutego 2005 w wygranej 5:1 konfrontacji z Veracruz. Barwy Atlante reprezentował przez trzy lata, nie odnosząc jednak żadnych sukcesów drużynowych.
Wiosną 2007 Cervantes podpisał umowę z zespołem Club Necaxa z siedzibą w Aguascalientes, gdzie jako podstawowy gracz spędził pół roku bez poważniejszych osiągnięć, po czym po raz drugi w karierze został zawodnikiem ekipy Monarcas Morelia. Tam występował przez dwa lata, również mając pewną pozycję w linii defensywy, a następnie przeniósł się do stołecznego klubu Cruz Azul, gdzie już w jesiennym sezonie Apertura 2009 zdobył tytuł wicemistrza kraju, pozostając jednak głównie rezerwowym. W 2010 roku dotarł natomiast ze swoim zespołem do finału najbardziej prestiżowych rozgrywek kontynentu – Ligi Mistrzów CONCACAF, lecz podstawowym stoperem Cruz Azul został dopiero po tym sukcesie, po odejściu z drużyny Edcarlosa. W lipcu 2011 udał się na wypożyczenie do ekipy CF Pachuca, której barwy reprezentował bez poważniejszych sukcesów i jako głęboki rezerwowy przez kolejny rok, a potem, również na zasadzie wypożyczenia, po raz drugi został graczem Club Necaxa, występującego już jednak w drugiej lidze. Tam jako podstawowy piłkarz w sezonie Clausura 2013 dotarł do finału Ascenso MX i sukces ten powtórzył również pół roku później, podczas rozgrywek Apertura 2013.
W 2014 roku, już po powrocie do Cruz Azul, Cervantes wygrał z tym klubem Ligę Mistrzów CONCACAF, jednak sporadycznie pojawiał się na ligowych boiskach, pozostając wyłącznie rezerwowym stoperem. Bezpośrednio po tym osiągnięciu – na zasadzie wypożyczenia – odszedł do niżej notowanej ekipy Chiapas FC z miasta Tuxtla Gutiérrez, gdzie grał przez rok jako podstawowy zawodnik, lecz bez większych sukcesów. Bezpośrednio po tym udał się na wypożyczenie do klubu Tiburones Rojos de Veracruz, z którym w sezonie Clausura 2016 wywalczył puchar Meksyku – Copa MX, będąc filarem defensywy.
| Sezon     | Klub                        | Kraj   | Rozgrywki  | Mecze | Bramki |
| --------- | --------------------------- | ------ | ---------- | ----- | ------ |
| 2000/2001 | Pumas UNAM                  | Meksyk | Liga MX    | 5     | 0      |
| 2001/2002 | Pumas UNAM                  | Meksyk | Liga MX    | 0     | 0      |
| 2001/2002 | Monarcas Morelia            | Meksyk | Liga MX    | 3     | 0      |
| 2002/2003 | Pumas UNAM                  | Meksyk | Liga MX    | 4     | 0      |
| 2003/2004 | Pumas UNAM                  | Meksyk | Liga MX    | 1     | 0      |
| 2003/2004 | Atlante FC                  | Meksyk | Liga MX    | 17    | 0      |
| 2004/2005 | Atlante FC                  | Meksyk | Liga MX    | 28    | 1      |
| 2005/2006 | Atlante FC                  | Meksyk | Liga MX    | 31    | 5      |
| 2006/2007 | Atlante FC                  | Meksyk | Liga MX    | 14    | 1      |
| 2006/2007 | Club Necaxa                 | Meksyk | Liga MX    | 16    | 2      |
| 2007/2008 | Monarcas Morelia            | Meksyk | Liga MX    | 22    | 3      |
| 2008/2009 | Monarcas Morelia            | Meksyk | Liga MX    | 28    | 1      |
| 2009/2010 | Cruz Azul                   | Meksyk | Liga MX    | 12    | 0      |
| 2010/2011 | Cruz Azul                   | Meksyk | Liga MX    | 31    | 5      |
| 2011/2012 | CF Pachuca                  | Meksyk | Liga MX    | 6     | 0      |
| 2012/2013 | Club Necaxa                 | Meksyk | Ascenso MX | 26    | 1      |
| 2013/2014 | Club Necaxa                 | Meksyk | Ascenso MX | 13    | 0      |
| 2013/2014 | Cruz Azul                   | Meksyk | Liga MX    | 4     | 0      |
| 2014/2015 | Chiapas FC                  | Meksyk | Liga MX    | 24    | 2      |
| 2015/2016 | Tiburones Rojos de Veracruz | Meksyk | Liga MX    | 22    | 2      |
| 2016/2017 | Tiburones Rojos de Veracruz | Meksyk | Liga MX    |       |        |

## Kariera reprezentacyjna
W listopadzie 2002 Cervantes został powołany przez szkoleniowca Carlosa de los Cobosa do olimpijskiej reprezentacji Meksyku U-23 na Igrzyska Ameryki Środkowej i Karaibów w San Salvador. Tam pełnił rolę rezerwowego stopera swojej drużyny, rozgrywając dwa na pięć możliwych meczów (z czego jeden w wyjściowym składzie), natomiast Meksykanie dotarli wówczas do finału, w którym ulegli po rzutach karnych gospodarzowi – Salwadorowi (1:1, 3:4 k) i wywalczyli ostatecznie srebrny medal na męskim turnieju piłkarskim.